# Чжан Дай
Чжан Дай (*張岱, 1597 —1679) — китайський письменник, поет та історик часів падіння династії Мін та початку династії Цін. Був знавцем театрального мистецтва, поціновувачем чаю та відомим свого часу гурманом. Особиство написав власний некролог.

## Життєпис
Походив з аристократичної родини. Народився у 1597 році у м. Шаньїн (сучасне Шаосін провінція Чжецзян). Отримав класичну освіту, що дозволяла сподіватися на вдалу кар'єру чиновника. Проте відмовився від проходження імператорського іспиту. багатство родини дозволило Чжан Даю займатися наукою, розширювати свої знання. Він багато подорожував імперією, захоплюється театром, музикою.
Під час повстання Лі Цзичена у 1640-х роках Чжан Дай спочатку сховався у своєму маєтку поблизу гирла річки Янцзи. під час вторгнення маньжурів у 1644—1645 роках переховувався у горах. Лише у 1649 році зміг повернутися до свого маєтку. Але майно Чжан Дая було пограбовано. Подальші роки він провів займачись літературною та історичною справою. Жив від отримання орендної плати з тим земель, що у нього залишилися. Помер у 1689 році.

## Творчість
Всього у доробку Чжан Дая близько 30 прозорових творів. Він був майстром невеличких творів. За часів династії Мін значущими мініатюрами є Н"а ринку наложниць в Янчжоу", «Подорож на о. Путуо», «Коментар до робіт Маттео Річчі», «Крижана гора».
Вже після захоплення країни маньчжурами він створює збірники мініатюр: «Спогади про мріях Тао-аня» і «У сні згадую озеро Сіху». Це витончені жанрові картинки, описи природи, спогади про знаменитих акторів тощо Його спогади про колишнє вільне життя були написані вже після приходу маньчжурів і пробуджували в читачеві, що звик до алегорій, патріотичні почуття. Чжан Дай вніс у прозу поетичний струмінь і наблизив опис природи до пейзажної лірики.
Значний внесок зробив в історичну науку. У 1670—1680-х роках Чжан Дай складає історію династії Мін, де аналізує її піднесення та причини занепаду й знищення («Книга Кам'яної шкатулки»). В розвідці «Історичні прогалини» автор привертає увагу до забутих або маловідомих подій в історії Китаю.
Чжан дай дуже пишався своєю родиною та своїми земляками. Тому присвятив їм свої дослідження «Біографії незвичайних людей» — життєписи 8 членів родини Чжан; «Портрети праведних людей області шаосін з коментарями до них» — 400 біографій від II тисячоліття до н. е. до 1360-х років.
Чжан Дай також складав чудові поеми, найвідомішими є «Новий рік», «До пана Лу».